# Book of Blood
Book of Blood is een Britse horrorfilm uit 2009 in een regie van John Harrison. Hoofdrollen worden gespeeld door Jonas Armstrong, Sophie Ward en Doug Bradley. De film is gebaseerd op de raamvertellingen Books of Blood van auteur Clive Barker.

## Verhaal
Wyburd ontmoet Simon, een zwaar verminkte jongeman, in een wegrestaurant en neemt hem mee naar zijn boshut. Daar verklaart Wyburd dat hij een psychopathische moordenaar is en dat hij de opdracht heeft gekregen om de jongeman te villen. Wyburd is verbaasd wanneer blijkt dat Simon van top tot teen vol met ingekerfde teksten staat. Wyburd wil enerzijds weten of Simon een trage of snelle dood wenst, maar is anderzijds ook geïnteresseerd hoe de inkervingen werden aangebracht.
Volgens Simon startte dit toen het gelaat van een jong meisje door een onzichtbare kracht werd gevild terwijl ze in haar bed lag. Het meisje stierf daarop. In de betreffende kamer stonden op de muren diverse teksten waaronder "U heeft niet geluisterd.". Enige tijd later trok professor Mary Florescu, gespecialiseerd in paranormale activiteiten, met haar assistent Reg Fuller in het huis voor verder onderzoek. Tijdens een van haar volgende lessen aan de universiteit stapt een schuchtere Simon de aula binnen. Na een gesprek biedt hij zich vrijwillig aan om deel te nemen aan Mary's experiment.
Simon beschikt over een paranormale gave: op het ogenblik zijn broer omkwam in een verkeersongeval, kon Simon van thuis perfect omschrijven wat er was gebeurd. Ook blijkt hij een aantal geheimen over Mary te kennen. Toen zij klein was, zag ze elke nacht bloed uit een fontein spuiten. Later bleek dat er een dood kind onder de fontein was begraven. Ook insinueert hij dat Mary voorzichtig moet zijn met haar wagen. Niet veel later krijgt ze een klapband, maar verdere schade is er niet. Tijdens de verhuis naar het gebouw wordt een van de verhuizers aangevallen door een ongekende kracht en begint te schuimbekken. Simon ziet onmiddellijk dat de verhuizer bedrog pleegt door speciale pillen in te nemen, waardoor hij nogmaals bewijst over een speciale gave te beschikken.
's Nachts valt de camera op Simons kamer uit, wat wordt gevolgd door een geschreeuw. Wanneer Mary de kamer betreedt, staat deze vol met vreemde, brandende teksten. Simon heeft een aantal inkervingen in zijn lichaam. Reg krabt wat van de muurteksten af en stuurt dit naar een laboratorium voor forensisch onderzoek. De tweede nacht gebeurt bijna hetzelfde, alleen dat Simon nu beweert dat er totaal iets anders aan de hand was.
Het forensisch onderzoek toont aan dat de teksten werden geschreven met houtskool en "ontploften" door gebruik te maken van dynamiet. De bezittingen van Simon worden onderzocht, maar niets toont enige vorm van bedrog aan.
Mary en Reg onderzoeken de zaak verder en komen tot de conclusie dat Simon hen wel degelijk bedroog. Het nodige materiaal zat verstopt in zijn zogezegde aspirinepillen en in zijn matras zat een stoorder zodat de camera het signaal niet meer doorgaf. Simon geeft ook toe dat hij de eerste nacht vals heeft gespeeld, dat hij de autoband heeft gesaboteerd, de verhuizer vooraf omkocht en in het verleden van Mary dook om zoveel mogelijk over haar te weten te komen. Hij houdt wel vol dat de ervaring tijdens de tweede nacht echt was. Om dat te bewijzen, zal hij nogmaals in die kamer slapen.
Reg en Mary geloven niet meer in het experiment en zijn hun materiaal al aan het opruimen. Dan beginnen deze apparaten plots te werken, hoewel de stekkers niet in het contact zitten. Ook horen ze Simon weer roepen. Mary en Reg lopen naar boven en komen verschillende geesten tegen. Reg schrikt door dit incident, valt over de trapleuning en sterft. Mary gaat de kamer in en komt terecht op een soort van kerkhof. De doden kerven met glas teksten in het lichaam van Simon. Ook de tekst "U heeft niet geluisterd" is duidelijk zichtbaar. Mary beseft dat de doden verhalen hebben die ze aan de levenden willen vertellen. Daarom belooft Mary hen dat ze vanaf nu wel zullen luisteren.
Simon had gehoopt dat het hierbij zou stoppen. Echter wordt hij door Mary ontvoerd. Terwijl zij ouder wordt, blijft Simon zijn jeugdigheid bewaren. De doden komen constant langs om hun verhalen in Simon te kerven. Mary maakt van deze verhalen boeken waarmee ze enorm veel geld verdient. Op een dag kan Simon ontsnappen, maar de doden blijven hem volgen.
Wyburd is niet echt onder de indruk van het verhaal, maar beslist om hem snel te doden. Hij doet het vel in een aktetas. Plots begint er bloed uit de aktetas te lopen totdat de ganse boshut is gevuld. Wyburd kan niet ontsnappen en verdrinkt. De volgende dag arriveert Mary. In de boshut is niets meer te merken van het bloed of Wyburd. Mary opent de koffer en haalt het vel er uit. Ze glimlacht terwijl ze de nieuwe verhalen leest.

## Spelers
| Acteur          | Personage     |
| --------------- | ------------- |
| Jonas Armstrong | Simon McNeal  |
| Sophie Ward     | Mary Florescu |
| Clive Russell   | Wyburd        |
| Paul Blair      | Reg Fuller    |